# Leave Me Alone
"Leave Me Alone" er en sang af den afdøde Michael Jackson fra albummet Bad. Nummeret handler om, at Michael Jackson aldrig fik lov til at være i fred fra medierne.

## Musikvideo
Michael Jackson er inde i en forlystelsespark, hvor han sejler. Da han kommer ud fra denne forlystelsespark kan man se, at der ligger en enorm Michael Jackson. Ovenpå ham er en forlystelse bygget, som han kort efter ødelægger og derefter rejser sig op. 
Sangen vandt en grammy for bedste korte musikvideo.[kilde mangler]
| Musik | Spire Denne musikartikel er en spire som bør udbygges. Du er velkommen til at hjælpe Wikipedia ved at udvide den. |